# Sharone Wright
Sharone Addaryl Wright (ur. 30 stycznia 1973 w Macon) – amerykański koszykarz, występujący na pozycji silnego skrzydłowego.
W 1991 wystąpił w meczu gwiazd amerykańskich szkół średnich - McDonald’s All-American.

## Osiągnięcia
Na podstawie, o ile nie zaznaczono inaczej.
NCAA
- Zaliczony do:
  - I składu pierwszoroczniaków (1992)
  - II składu:
    - ACC (1994)
    - turnieju ACC (1993)

  - III składu ACC (1993)
  - honorable mention All-American Team (1994 przez Associated Press)
- 2-krotny lider konferencji ACC w blokach (1993, 1994)

NBA
- Zaliczony do II składu debiutantów NBA (1995)[4]
- Uczestnik NBA Rookie Challenge (1995)

Inne
- Finalista Pucharu Polski (2004)
- Uczestnik meczu gwiazd Eurochallenge (2004)
- Powołany do udziału w meczu gwiazd Polska - Gwiazdy PLK (2004 – nie wystąpił)[5]

Reprezentacja
- Mistrz Uniwersjady (1993)